# Philipp Grubauer
Philipp Grubauer (* 25. November 1991 in Rosenheim) ist ein deutscher Eishockeytorwart, der seit Juli 2021 bei den Seattle Kraken in der National Hockey League unter Vertrag steht. Er begann seine Karriere in seiner Heimatstadt bei den Starbulls Rosenheim, ehe er in der Saison 2008/09 nach Kanada zu den Belleville Bulls wechselte. Nach einem Jahr bei den Windsor Spitfires wurde er im NHL Entry Draft 2010 in der vierten Runde an 112. Position von den Washington Capitals ausgewählt und spielte im Anschluss für die Kingston Frontenacs sowie die Farmteams der Capitals. Sein NHL-Debüt gab er im Februar 2013, bevor er in den Playoffs 2018 mit dem Team aus der US-Hauptstadt den Stanley Cup gewann. Anschließend verbrachte er drei Jahre bei der Colorado Avalanche.
Auf internationaler Ebene nahm Philipp Grubauer mit den deutschen Junioren-Nationalmannschaften an mehreren Weltmeisterschaften teil, ehe er bei der Weltmeisterschaft 2014 bei den Herren debütierte.

## Karriere

### Jugend
Grubauer wurde in Rosenheim geboren und begann dort bei den Starbulls seine Eishockeykarriere. Bereits im Alter von 16 Jahren vertrat er die erste Mannschaft der Starbulls in fünf Spielen in der Oberliga und erreichte dort einen Gegentorschnitt von 2,73.  Zudem stand er 23 Mal für die U18 des Vereins auf dem Eis. Im Anschluss an die Saison 2007/08 wechselte er in die kanadische OHL zu den Belleville Bulls, da ihn die Bulls im CHL Import Draft an 25. Position wählten.

### Ontario Hockey League

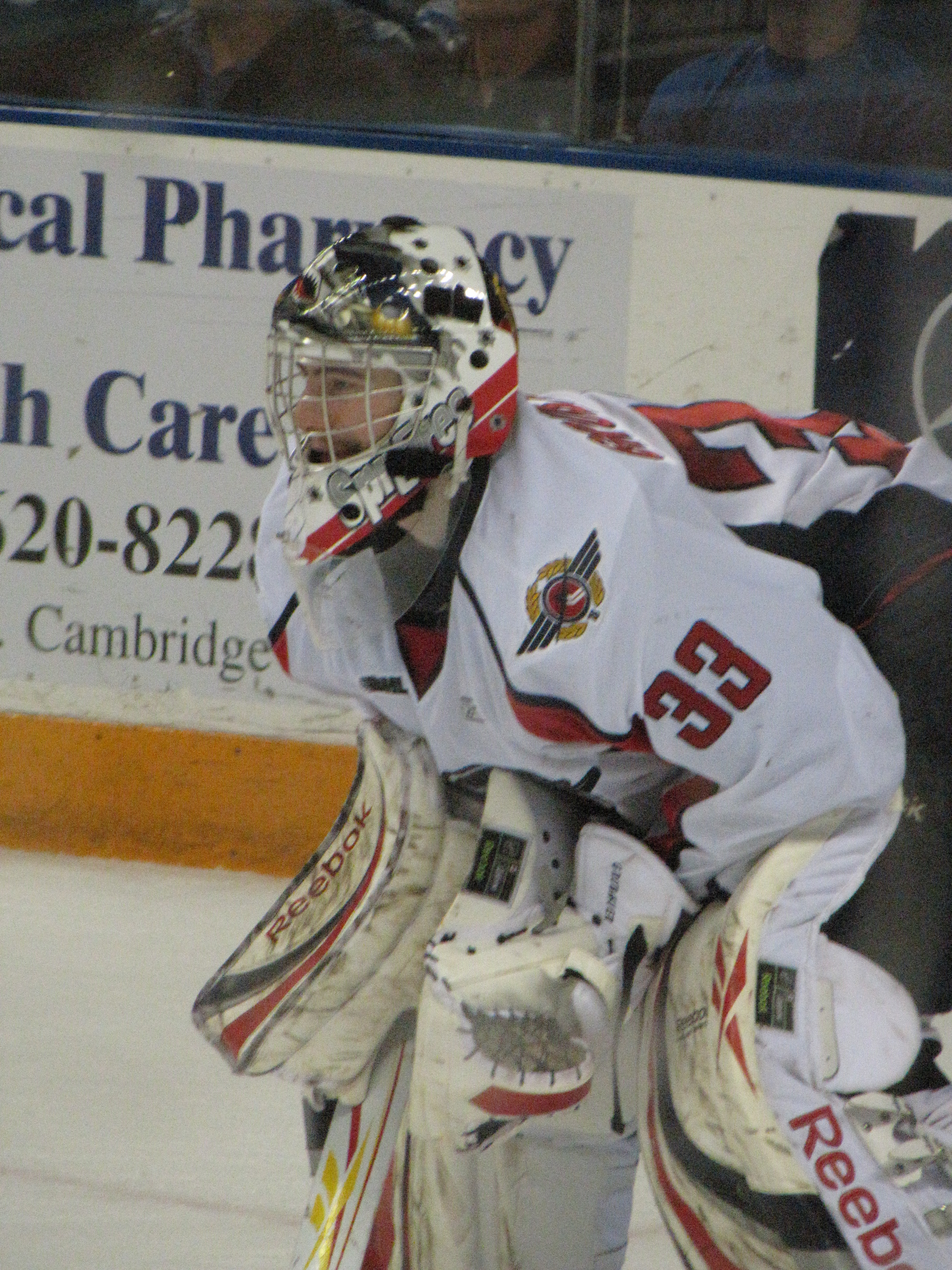
Philipp Grubauer im Trikot der Windsor Spitfires

In seiner ersten Spielzeit in Kanada war er zu Beginn der Ersatzmann für Mike Murphy. Am 20. September 2008 gab er sein OHL-Debüt für die Bulls im Spiel gegen die Peterborough Petes, parierte 94 % aller Schüsse und wurde zum First Star des Spiels gewählt. Im Verlauf der Debütsaison gelang es Grubauer, unter anderem durch eine Siegesserie von drei Spielen im Januar 2009, Murphy aus dem Startaufgebot zu verdrängen, sodass er insgesamt auf 17 Einsätze kam. In der Folgesaison 2009/10 stieg er zum Stammtorhüter auf und absolvierte bis Januar 2010 31 Spiele für die Bulls und erreichte eine Fangquote von 91,3 %. Im Januar wurde er dann in einem sieben Spieler umfassenden Tauschgeschäft zu den Windsor Spitfires getradet. Auch bei den Spitfires stieg er direkt in das Ligageschehen ein und gewann mit der Mannschaft schließlich den J. Ross Robertson Cup als Sieger der OHL-Play-offs. Damit qualifizierte sich das Team auch für den Memorial Cup 2010 und blieb im Verlauf des Turniers ohne Niederlage. Durch einen 9:1-Sieg im Finale über die Brandon Wheat Kings sicherten sich die Spitfires auch den Memorial Cup. Grubauer führte mit einer Fangquote von 93 % und einem Gegentorschnitt von 2.14 die jeweiligen Statistiken im Turnier an.
Grubauers Leistungen sorgten dafür, dass ihn das NHL Central Scouting Bureau, das jedes Jahr eine Rangliste der vielversprechendsten Entry-Draft-Anwärter erstellt, zwischenzeitlich auf Position neun der nordamerikanischen Nachwuchstorhüter listete. Im eigentlichen Draft wurde er von den Washington Capitals in der vierten Runde an insgesamt 112. Position ausgewählt.
Kurz nach dem NHL-Draft transferierten die Windsor Spitfires den Deutschen im Tausch für mehrere Spieler und Draftrechte für das nächste Jahr an den OHL-Ligakonkurrenten aus Kingston.
Zu Beginn der Spielzeit 2010/11 unterschrieb er bei den Washington Capitals einen auf drei Jahre befristeten Entry Level Contract. Bei den Frontenacs stand er in 38 Spielen zwischen den Pfosten, ehe er aufgrund des Pfeiffer-Drüsenfiebers im Februar 2011 für den Rest der Saison ausfiel, die Play-offs verpasste und vorerst zur Behandlung nach Deutschland zurückkehrte.

### Washington Capitals
Erst ein halbes Jahr später kehrte Grubauer auf das Eis zurück und nahm an den Trainings für Nachwuchsspieler der Capitals im Sommer 2011 teil. Nachdem er durch die Erkrankung 10 Kilogramm Körpergewicht verloren hatte, wurde er, um zu alter Stärke zurückzufinden, zu den South Carolina Stingrays in die ECHL transferiert, die bis Juli 2012 ein Farmteam der Capitals waren. Bei den Stingrays absolvierte er in der Saison 2011/12 43 Spiele und wies einen Gegentorschnitt von 2.22 auf. Zudem erhielt er in der Saison zahlreiche persönliche Auszeichnungen; so wurde er zum ECHL Torhüter des Monats November (mit 1.73 Gegentorschnitt und 93,5 % Fangquote in dieser Zeit) und Januar sowie in das ECHL All-Rookie Team gewählt. Die Play-offs verpasste er allerdings auf Grund einer Handverletzung erneut.

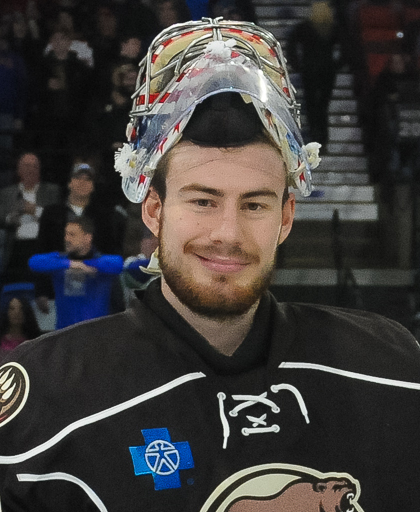
Philipp Grubauer (2015)

Die erste Hälfte der folgenden Saison verbrachte Grubauer zu gleichen Teilen bei den Farmteams der Capitals, den Reading Royals in der ECHL und den Hershey Bears in der AHL. Ende Februar 2013 wurde Grubauer für den kranken Michal Neuvirth in den NHL-Kader der Capitals als Ersatzmann von Braden Holtby berufen. Am 27. Februar kam er im Spiel gegen die Philadelphia Flyers zu seinem NHL-Debüt und blieb bei seinem 25-minütiger Einsatz ohne Gegentor. Zehn Tage später kam er gegen die New York Islanders zu seinem ersten Spiel von Beginn an und wehrte bei der 2:5-Niederlage insgesamt 40 Schüsse ab.
Zu Beginn der Saison 2013/14 musste sich Grubauer in der Hierarchie erwartungsgemäß hinter Holtby und Neuvirth einordnen und verbrachte den überwiegenden Teil der Zeit bei den Bears in der AHL. Als Neuvirth sich jedoch Ende November eine Knöchelverletzung zuzog, bekam Grubauer seine Chance und sicherte sich mit seinen Leistungen einen Stammplatz. Den bisherigen Gegentorschnitt von 3,04 senkten die Capitals mit ihm auf 2,06 pro Spiel; zudem erreichte er eine Fangquote von 93,6 % in 14 Spielen, womit er Platz fünf aller 80 in dieser Saison bis zu diesem Zeitpunkt eingesetzten Torhüter belegte.
Nach der Erkrankung des etatmäßigen Stammtorhüters Holtby wurde Grubauer im April 2015 erneut in den NHL-Kader der Capitals berufen und mit seinem Starteinsatz in der zweiten Partie der Playoff-Serie gegen die New York Islanders zum ersten gebürtigen deutschen Torhüter, der in der NHL in einem Playoff-Spiel von Beginn an auf dem Eis steht. Im Juni 2015 unterzeichnete er einen neuen Zweijahresvertrag in Washington und ist seit Beginn der Saison 2015/16 fester Bestandteil des NHL-Kaders, wobei er als Ersatztorhüter hinter Holtby agiert.
In den Playoffs 2018 gewann Grubauer mit dem Team den ersten Stanley Cup der Franchise-Geschichte und wurde damit zum vierten Deutschen nach Uwe Krupp, Dennis Seidenberg und Tom Kühnhackl, dessen Name auf der Trophäe verewigt wird. Zuvor war er in der Saison 2017/18 in 35 Spielen zum Einsatz gekommen und hatte dabei eine bessere Fangquote als der etatmäßige Torhüter Braden Holtby verzeichnet. In der Folge stand Grubauer auch in den ersten beiden Playoff-Spielen der Capitals im Tor, wurde jedoch nach den beiden Overtime-Niederlagen gegen die Columbus Blue Jackets durch Holtby ersetzt.

### Colorado und Seattle
Am Tag des NHL Entry Draft 2018 wurde Grubauer nach sieben Jahren in der Organisation der Capitals samt Brooks Orpik an die Colorado Avalanche abgegeben, die im Gegenzug ein Zweitrunden-Wahlrecht für diesen Draft nach Washington schickten. Ein Transfer des Torhüters war bereits erwartet worden, da sein Vertrag zum 1. Juli 2018 endete und die Capitals sein höheres Gehalt im Rahmen der Salary Cap kaum hätten realisieren können. Mit den Avalanches, bei der er mutmaßlich als zweiter Torhüter hinter Semjon Warlamow eingesetzt werden sollte, trat Grubauer in der Folge als Restricted Free Agent in Vertragsverhandlungen und einigte sich bereits am Tag darauf auf einen Dreijahresvertrag, der ihm in Colorado ein Gesamtgehalt von zehn Millionen US-Dollar einbringen sollte. Im Laufe der Saison 2018/19 erhielt er zunehmend mehr Einsatzzeit, übernahm in der Folge die Position des Stammtorhüters in Colorado und stand schließlich in den gesamten Playoffs 2019 auf dem Eis. Auch in den folgenden Saisons bestätigte der Deutsche seinen Status als Stammtorhüter der Avalanche, wobei er am Ende der Spielzeit 2020/21 gemeinsam mit Marc-André Fleury und Andrei Wassilewski für die Vezina Trophy nominiert wurde, die den besten Torhüter der Liga ehrt. Diese gewann Fleury in der Folge, bevor Grubauers auslaufender Vertrag in Colorado im Sommer 2021 nicht verlängert wurde.
Als Free Agent schloss er sich daher im Juli 2021 den neu gegründeten Seattle Kraken an, bei denen er einen Sechsjahresvertrag unterzeichnete, der ihm ein durchschnittliches Jahresgehalt von 5,9 Millionen US-Dollar einbringen soll. In Seattle knüpfte er in der Debütsaison 2021/22 jedoch nicht an seine bisherigen Leistungen an, so beendete er das Spieljahr mit einem Gegentorschnitt von 3,16 sowie einer Fangquote von 88,9 %.

### International
Erste internationale Erfahrung sammelte Grubauer mit der deutschen U17-Nationalmannschaft bei der World U-17 Hockey Challenge 2008. Obwohl die Mannschaft nur den vorletzten Platz erreichte, wurde Grubauer mit einer Fangquote von 90,9 % in das All-Star-Team gewählt. Nach dem fünften Platz bei der U18-WM 2008 folgten die U20-Weltmeisterschaften der Jahre 2009 und 2011, bei denen die Mannschaft jeweils in die Division I abstieg. Dazwischen spielte er bei der U20-WM 2010 in der Division I. Er erreichte dabei sowohl die beste Fangquote als auch den geringsten Gegentorschnitt des Turniers und wurde folgerichtig auch zum besten Spieler der deutschen U20-Auswahl gewählt.
Im Seniorenbereich debütierte er bei der Weltmeisterschaft 2014 und absolvierte dabei zwei Einsätze. Zudem war er für das Team Europa beim World Cup of Hockey 2016 nominiert, kam dabei jedoch zu keinem Einsatz. Nach dem Playoff-Aus mit den Capitals reiste Grubauer zur Heim-WM 2017 nach und hatte seinen ersten Einsatz im letzten Gruppenspiel gegen Lettland. Weitere Teilnahmen folgten bei den Weltmeisterschaften der Jahre 2019, 2022, 2024 und 2025.

## Erfolge und Auszeichnungen
| - 2010 J.-Ross-Robertson-Cup-Gewinn mit den Windsor Spitfires - 2010 Memorial-Cup-Gewinn mit den Windsor Spitfires - 2011 ECHL-Torwart des Monats November - 2012 ECHL-Rookie des Monats Januar - 2012 ECHL All-Rookie Team | - 2013 Teilnahme am ECHL All-Star Game - 2015 Teilnahme am AHL All-Star Classic - 2018 Stanley-Cup-Gewinn mit den Washington Capitals - 2021 NHL-Spieler des Monats März der West Division |

### International
- 2010 Aufstieg in die Top-Division bei der U20-Weltmeisterschaft der Division I, Gruppe A
- 2010 Höchste Fangquote und geringster Gegentorschnitt bei der U20-Weltmeisterschaft der Division I, Gruppe A
- 2016 Zweiter Platz beim World Cup of Hockey

## Karrierestatistik
Stand: Ende der Saison 2024/25

### International
| Vertrat Deutschland bei: - World U-17 Hockey Challenge 2008 - U18-Junioren-Weltmeisterschaft 2008 - U20-Junioren-Weltmeisterschaft 2009 - U20-Junioren-Weltmeisterschaft der Division I 2010 - U20-Junioren-Weltmeisterschaft 2011 - Weltmeisterschaft 2014 | - Qualifikationsturnier für die Olympischen Winterspiele 2018 - Weltmeisterschaft 2017 - Weltmeisterschaft 2019 - Weltmeisterschaft 2022 - Weltmeisterschaft 2024 - Weltmeisterschaft 2025 | Vertrat Team Europa bei: - World Cup of Hockey 2016 |

(Legende zur Torhüterstatistik: GP oder Sp = Spiele insgesamt; W oder S = Siege; L oder N = Niederlagen; T oder U oder OT = Unentschieden oder Overtime- bzw. Shootout-Niederlage; Min. = Minuten; SOG oder SaT = Schüsse aufs Tor; GA oder GT = Gegentore; SO = Shutouts; GAA oder GTS = Gegentorschnitt; Sv% oder SVS% = Fangquote; EN = Empty Net Goal; 1 Play-downs/Relegation; Kursiv: Statistik nicht vollständig)